# Чебодаєв Михайло Іванович
Михайло Іванович Чебодаєв (10 липня 1922 — 25 лютого 1945) — Герой Радянського Союзу (1943). У роки німецько-радянської війни відзначився під час Битви за Дніпро.

## Життєпис
Народився 10 липня 1922 року в аулі Усть-Киндирла (нині в межах Бейського р-ну Республіки Хакасія РФ) у селянській родині. Хакас. Закінчив педагогічне училище в м. Абакан. Працював учителем.
У РСЧА з 1941 року.
На фронтах Німецько-радянської війни з липня 1942 року. Розвідник 955-го стрілецького полку (399-та стрілецька дивізія, 40-а армія, Воронезький фронт) рядовий Чебодаєв в ніч на 22 вересня 1943 одним з перших переправився через Дніпро (в районі Букринського плацдарму) і брав участь у відбитті контратак противника. Особисто, вогнем з автомата та гранатами, попри поранення знищив багатьох гітлерівців, чим підтримав бійців своєї групи, з якою близько доби утримав займані позиції до приходу основних сил. Пізніше проходив службу телефоністом на Прибалтійському фронті. Загинув у бою 25 лютого 1945 року. Похований в м. Скуодас (Литва).

## Нагороди, звання та вшанування пам'яті
23 жовтня 1943 року М. І. Чебодаєву присвоєно звання Героя Радянського Союзу.
Нагороджений також:
- орденом Леніна
- орденом Вітчизняної війни 2 ступеня
- орденом Червоної Зірки
- медаллю «За відвагу»

Ім'ям М.І.Чебодаєва названі вулиці у містах Абакан, Чорногорськ, Скуодас. На будівлі педагогічного училища в Абакані і на домі в селі Усть-Киндирла встановлені меморіальні дошки.